# Profil générique sémantique
Le SGP (Semantic Generic profile, « profil générique sémantique ») est un modèle de profil générique.
Basé sur les technologies du web sémantique (RDF), ce modèle propose de relier entre elles des informations telles que des caractéristiques matérielles (résolution d'écran, puissance CPU), des informations contextuelles (bande passante disponible) ou des caractéristiques de documents multimédias (résolution d'image...) pour créer des contraintes.
Ces contraintes permettent de faciliter l'échange d'informations de profils entre terminaux mobiles hétérogènes (interopérabilité).

## Historique
Ce modèle est issu de la collaboration entre l'éditeur logiciel AEXIUM SAS est le laboratoire de recherche LIUPPA
Ce modèle a été présenté à plusieurs reprises à la communauté :
- Présenté[1] en avril 2012 durant le Workshop MultiA-Pro 2012[2] lors du WWW2012 (conférence du W3C) dans l'article "towards an interoperable device profile containing rich user constraints[3]".
- Lors 30e congrès INFORSID (INFORSID'12[4]) à Montpellier avec l'article "Profil générique sémantique pour l’adaptation de documents multimédias[5]"
- Au cours des 8èmes journées francophones Mobilité et Ubiquité UBIMOB'12[6]